# Pinara divisa
Espèce
Pinara divisa est une espèce de lépidoptères (papillons) de la famille des Lasiocampidae vivant dans le quart sud-est de l'Australie.
Il a une envergure de 40 mm.
Sa larve se nourrit sur des espèces d'Eucalyptus.
Synonyme :
- Rhinogyne australasiae